# Rule the World
«Rule the World» es una canción del rapero estadounidense 2 Chainz en colaboración con la cantante estadounidense Ariana Grande. La canción fue lanzada a través de Def Jam Records el 11 de enero de 2019 como el segundo sencillo del quinto álbum de estudio del rapero, Rap or Go to the League (2019).

## Antecedentes
En enero de 2019, Grande lanzó la canción «7 Rings» como segundo sencillo de su quinto álbum de estudio Thank U, Next (2019). Chainz encontró sierta similitud con una canción que había lanzado en 2011, «Spend It». El video musical de «7 Rings» fue acusado de copiar la estética trap rosa de Chainz utilizada para promocionar el álbum Pretty Girls Like Trap Music (2017).
Al siguiente mes, Chainz y Grande hablaron en persona sobre la disputa. La reunión fue buena, al final Chainz grabó el remix oficial para «7 Rings» y Grande proporcionó su voz para una colaboración en «Rule The World».

## Video musical
Un video musical para «Rule The World» fue lanzado el 11 de marzo de 2019. El video dirigido por Sebastian Sdaigui, cuenta con Chainz y Grande en un lujoso club de 1920, cantando la canción junto a otras personas.

## Lista de canciones
- Descarga digital — Streaming

| N.º | Título                                 | Duración |  |
| 1.  | «Rule The World» (feat. Ariana Grande) | 4:06     |  |

## Posicionamiento en listas
| Lista (2019)                           | Mejor posición |
| -------------------------------------- | -------------- |
| Canadá (Canadian Hot 100)              | 93             |
| Estados Unidos (Billboard Hot 100)     | 94             |
| Estados Unidos (Hot R&B/Hip-Hop Songs) | 39             |
| Estados Unidos (Rhythmic)              | 21             |
| Nueva Zelanda Hot Singles (RMNZ)       | 11             |

## Historial de lanzamiento
| Región | Fecha               | Formato                    | Discográfica     | Ref. |
| ------ | ------------------- | -------------------------- | ---------------- | ---- |
| Varios | 11 de marzo de 2019 | Descarga digital Streaming | Republic Records |      |